# Філогенетика
Філогенетика або філогенетична систематика — область біологічної систематики, що займається ідентифікацією і проясненням еволюційних взаємин серед різних видів життя на Землі, як сучасних, так і вимерлих. Еволюційна теорія стверджує, що схожість серед індивідуумів або видів часто вказує на загальне походження або загального предка. Тому взаємини, встановлені філогенетичною систематикою, часто описують еволюційну історію видів і, відтепер, його філогенез, історичні взаємини серед гілок організмів або їх частин, наприклад їх генів. Філогенетична таксономія, яка є відгалуженням, але не логічним продовженням, філогенетичної систематики, займається класифікацією груп організмів згідно зі ступенем їхніх еволюційних відносин.
Засновником систематики, області науки, що займається класифікацією живих організмів і взаємовідношення між компонентами живого, вважається Карл Лінней. Проте тільки в кінці 1950-х німецький ентомолог Віллі Генніг (Willi Hennig) запропонував, що систематика повинна відображати відому еволюційну історію так близько, як тільки можливо, підхід який він назвав філогенетичною систематикою. Супротивники Генніга зневажливо називали його послідовників «кладистами», через акцент на визнання тільки монофілетичних груп або клад. Проте, кладисти швидко прийняли цю назву як корисний термін, і зараз кладистичний підхід домінує у систематиці.

## Філогенетичні дерева
Систематика описує зразок взаємин серед таксонів і призначається допомогти нам зрозуміти історію всіх живих організмів. Але історія не є чимось, що ми можемо побачити, вона трапилася одного разу і залишила тільки вказівки щодо фактичних подій. Учені використовують ці вказівки щоб побудувати гіпотези, або моделі, історії життя. У філогенетиці найзручніший шлях візуально представлення еволюційних взаємин серед груп організмів здійснюється через ілюстрації, які називаються філогенетичними деревами.

Приклад філогенетичного дерева

- Вузол: представляє таксономічну одиницю. Він може бути або існуючою групою або предком.
- Гілка: визначає взаємовідношення між таксонами в термінах нащадків і предків.
- Топологія: правило за яким розгалужується дерево.
- Довжина гілки: представляє число змін, які відбулися між таксонами.
- Корінь: загальний предок всіх організмів, які розглядаються.
- Масштаб відстані: масштаб, який представляє кількість відмінностей між організмами або послідовностями геному.
- Клада: група двох або більше таксонів або послідовностей ДНК, яка включає як свого загального предка, так і всіх його нащадків.
- Оперативна таксономічна одиниця (ОТО, OTU): рівень деталей, вибраний дослідником для даної роботи, наприклад індивідууми, популяції, види, роди або штами бактерій.

## Методи філогенетичного аналізу
Існують дві головні групи методів вивчання філогенетичних взаємин: фенетичні та кладистичні методи. Важливо відзначити, що фенетика і кладистика мали заплутані взаємини протягом минулих 40 років. Більшість сучасних еволюційних біологів надають перевагу кладистиці, хоча, строго говорячи, кладистичний підхід може привести до неінтуїтивних результатів.

### Фенетичні методи
Фенетика, також відома як числова таксономія, використовує різні заходи для визначення певної схожості розглядуваних видів. Немає ніяких обмежень на число або тип особливостей (даних) які можуть використовуватися, хоча всі дані повинні бути вперше перетворені на числові значення, без будь-якого «нормування». Кожен організм потім порівнюється з кожним іншим по всім особливостям, в результаті підраховується число схожостей (або відмінності). Організми потім групуються таким чином, що найподібніші були розташовані разом, а найвідмінніші — на максимальній відстані. В результаті отримують таксономічні кластери або фенограми, які не обов'язково відображають генетичну схожість або еволюційний зв'язок. Відсутність еволюційного значення в фенетиці привела до незначного впливу на класифікацію тварин, і в наслідку інтерес до використання фенетики значно зменшився.

### Кладистичні методи
Альтернативний підхід до схематичного зображення взаємин між таксонами називається кладистикою. Основне припущення кладистики полягає в тому, що члени групи розділяють загальну еволюційну історію. Тому вони більш близько відносяться одна до одної, ніж вони до інших груп організмів. Зв'язані групи визначаються по наявності набору унікальних особливостей (апоморфій), які були відсутні у віддалених предків, але які розділяються більшістю або всіма організмами в межах групи. Отримані характеристики, що розділяються членами групи, називаються синапоморфіями. Тому, на відміну від фенетичних, кладистичні групи не залежать від того, чи організми розділяють фізичні риси, але залежать від їх еволюційних взаємин. Дійсно, в кладистичних аналізах два організми можуть розділяти численні характеристики, але бути членами різних груп.
Кладистичний аналіз використовує ряд припущень. Наприклад, вважається що види з'являються тільки роздвоєнням, або відділенням, із спадкової групи. У випадку гібридизації (схрещування) або горизонтального переносу генетичної інформації види вважаються зниклими, а такі явища — рідкими або відсутніми. Крім того, кладистичні групи повинні мати такі характеристики: всі види в групі повинні розділяти загального предка і всі види, отримані від загального предка, повинні увійти до таксона. Дотримування цих вимог приводить до наступних термінів, що використовуються для посилання на різні можливі способи складу груп (див. також: парафілія):
- Монофілетична група (або клада), в якої всі види розділяють загального предка і всі види що походять від цього загального предка включаються. Тільки така форма сприймається кладистами як «правильна».
- Парафілетична група, в якої всі види розділяють загального предка, але не всі види, що походять від цього загального предка, включаються.
- Поліфілетична група, в якій види, які не розділяють безпосереднього загального предка, складаються одну групу, виключаючи види, які б зв'язали їх.

## Молекулярна філогенетика
Макромолекулярні дані, під якими маються на увазі послідовності генетичного матеріалу (ДНК) і білків, накопичуються все більш швидкими темпами завдяки успіхам молекулярної біології. Для еволюційної біології швидке накопичення даних послідовностей цілих геномів має значну цінність, тому що сама природа ДНК дозволяє використовувати їх як «документ» еволюційної історії. Порівняння послідовностей ДНК різних генів між різними організмами можуть сказати вченому багато нового про взаємини організмів, що не можуть інакше бути виявлені на підставі морфології, або зовнішньої форми організмів і їх внутрішній структурі. Оскільки геноми еволюціонують шляхом поступового накопичення мутацій, кількість відмінностей послідовностей нуклеотидів між парою геномів різних організмів повинна вказати, як давно ті два геноми відділилися від спільного предка. Два геноми, що відділилися в недавньому минулому, повинні мати менші відмінності, ніж два геноми, чий спільний предок дуже давній. Тому, порівнюючи різні геноми один з одним, можливо отримати інформацію про еволюційні взаємини між ними, що є головним завданням молекулярної філогенетики.
Молекулярна філогенетика намагається визначити швидкість і відмінності змін в ДНК і білках, щоб відновити еволюційну історію генів і організмів. Два загальні підходи можуть використовуватися, щоб отримати цю інформацію. У першому підході вчені використовують ДНК, щоб вивчати еволюцію організму. У другому підході різні організми використовуються, щоб вивчати еволюцію ДНК. У будь-якому підході загальна мета — зробити висновок щодо процесу еволюції організму по змінам ДНК і процесу молекулярної еволюції по картині змін ДНК.